# Couvent des Capucins Saint-Honoré
Pour les articles homonymes, voir Couvent des Capucins.
Le couvent de Saint-Honoré de Paris était un couvent parisien des Frères mineurs capucins. Fondé en 1576 par Catherine de Médicis, il était situé rue Saint-Honoré, à la hauteur des no  237-251 de cette rue, près de l'angle de l’actuelle rue de Castiglione. Ses bâtiments ont été rasés entre 1802 et 1804.
Il ne faut pas confondre ce couvent avec le couvent des Capucines qui se trouvait de l'autre côté de la rue Saint-Honoré, avant d'être détruit à l'occasion de la création de la place Vendôme et d'être reconstruit un peu plus au nord, rue des Capucines.

## Histoire

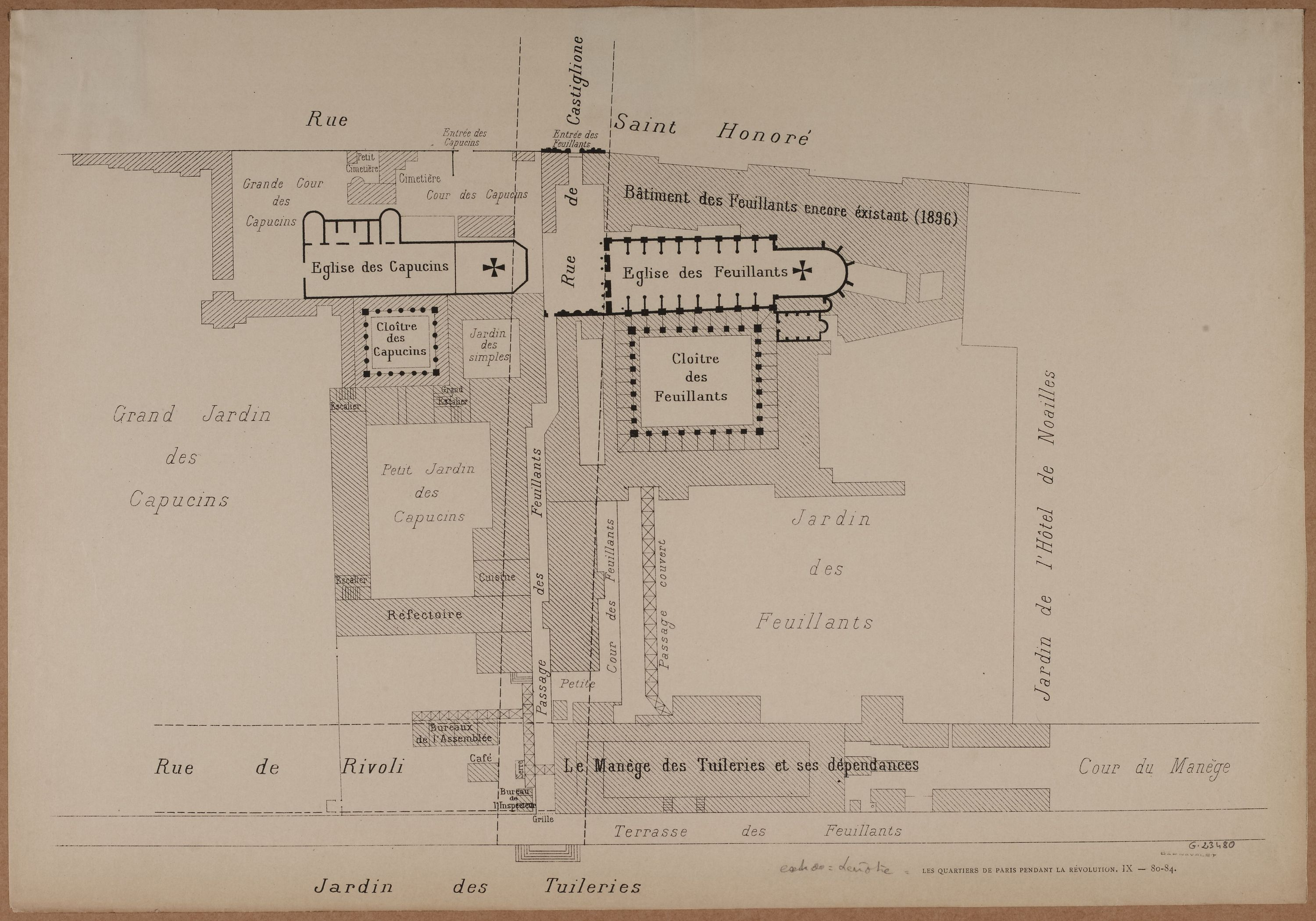
Situation du couvent le long de la rue Saint-Honoré

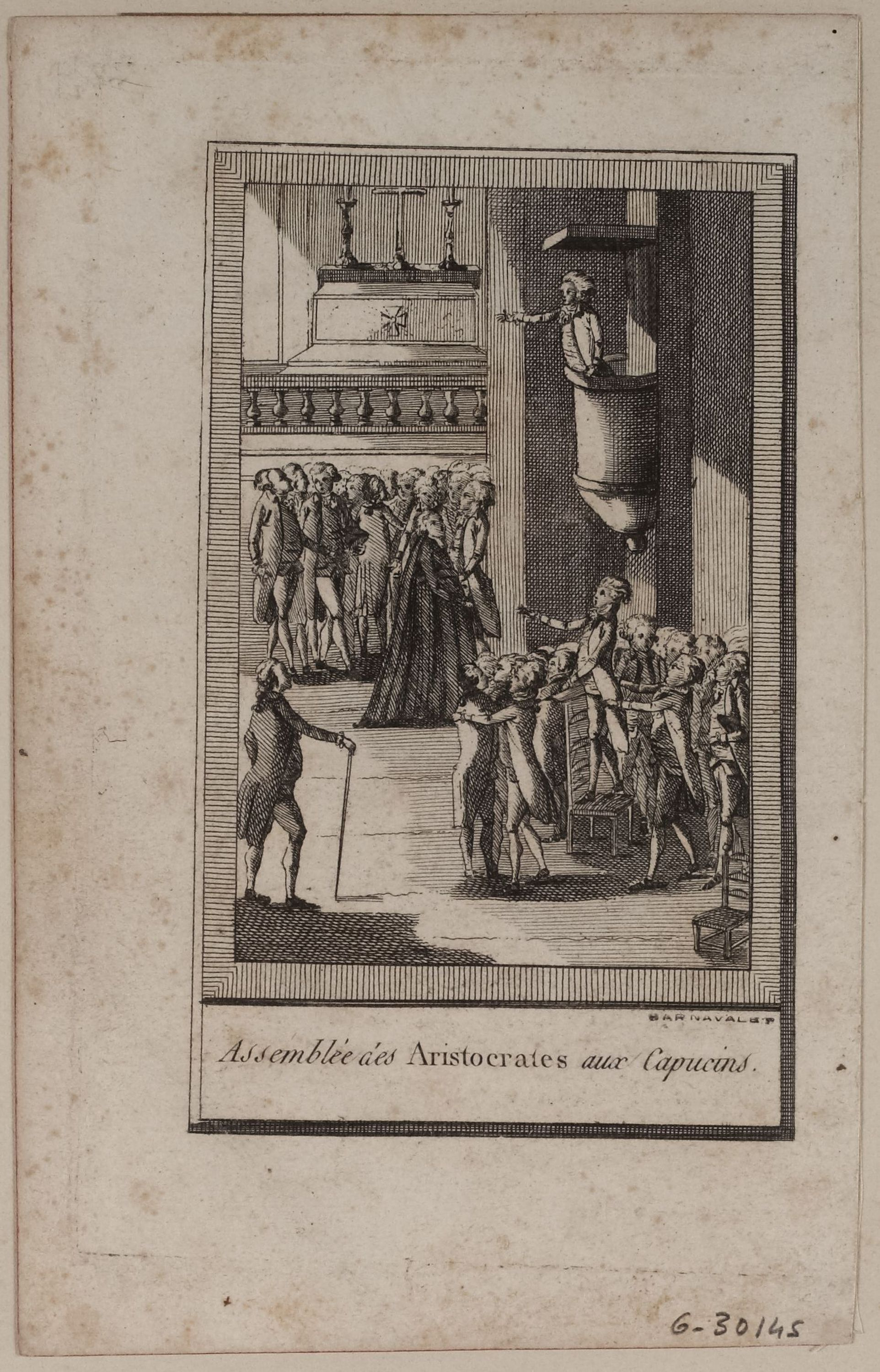
Assemblée du Club monarchique aux Capucins vers 1791-1792.

### 1576-1789 Couvent majeur des Capucins en France
Une communauté de Capucins, nommée « Pauvres ermites », fut fondée par Pierre Deschamps, cordelier enfui du Grand Couvent de Paris. Elle s'était installée dans une maison du village de Picpus, proche de la chapelle Notre-Dame des Grâces. En 1574, Catherine de Médicis acheta et agrandit l'hôtel des Coquilles, rue Saint-Honoré, et le donna, avec un terrain allant de la rue Saint-Honoré aux Tuileries, aux Capucins venus de Picpus.

### 1789-1804 Sécularisation des bâtiments sous la Révolution
Le couvent devient bien national par décret du 2 novembre 1789, et dès cette époque l’Assemblée constituante, située à proximité dans la Salle du Manège y installe cinq bureaux dans la bibliothèque. En avril 1790, le Club monarchique y est fondé. Les capucins furent définitivement dispersés en août 1790, et les bâtiments servent de dépôt littéraire pour accueillir les livres confisqués aux émigrés et aux monastères supprimés. Après avoir été destinés à devenir une caserne, les bâtiments et les jardins accueilleront le Cirque-Olympique, le concert Musard, le bal Valentino et le Panorama. 

### 1804 Démolition et dispersion des œuvres d'art
L'église est démolie en 1802, et les bâtiments du couvent en 1804. Sur l'emplacement des jardins, sont ouvertes la rue de Rivoli et la rue du Mont-Thabor. 
La chaire de l'église est attribuée à la communauté protestante nouvellement constituée dans l'église voisine de Église Saint-Louis-du-Louvre. Ses œuvres d'art enrichissent les collections nationales. L'Assomption de la Vierge, de Laurent de La Hyre (1635) est attribuée au Louvre.

## Architecture et œuvres d'art
Mitoyen à l'est du couvent des Feuillants, et à l'ouest du couvent de l'Assomption, le couvent des capucins incluait un cimetière, et un jardin qui comportait une porte de sortie sur la terrasse des Feuillants du jardin des Tuileries. 
L'enclos s'ouvrait sur la rue Saint-Honoré par un portail reconstruit en 1731. L'église, parallèle à la rue Saint-Honoré, fut construite de 1601 à 1610, et dédiée par le cardinal de Joyeuse à l'Assomption de la Sainte-Vierge. Les capucins appartenant à un ordre mendiant, elle présentait un aspect assez austère : sa façade était très simple comprenant un porche en tuile soutenu par des piliers en bois, et un fronton percé d'un œil-de-bœuf. 
Le sanctuaire et le chœur des religieux furent rebâtis en 1735. L'église possédait le Christ mourant et le Saint François dans le désert de Le Sueur, L'Assomption, le Repos en Egypte et le Christ en gloire de La Hyre, la Guérison de Louis XIV par Mignard, le Martyre du Père Fidèle par Paul Robert. On y voyait le tombeau du duc de Joyeuse, lequel s'était fait capucin sous le nom de Père Ange, et celui du Père Joseph, l'éminence grise du cardinal de Richelieu.

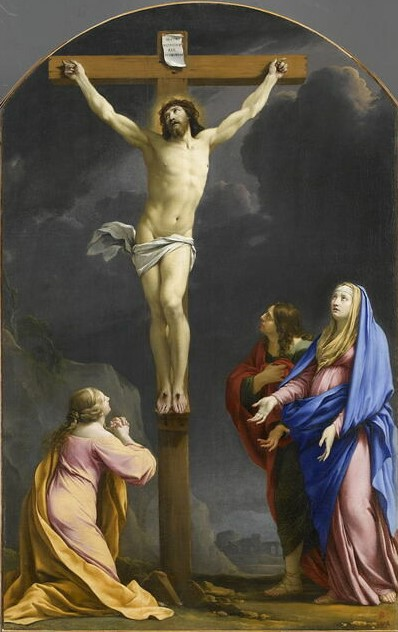
Le Christ en croix, attribué à Eustache Le Sueur ou plus récemment à l'atelier de Simon Vouet.
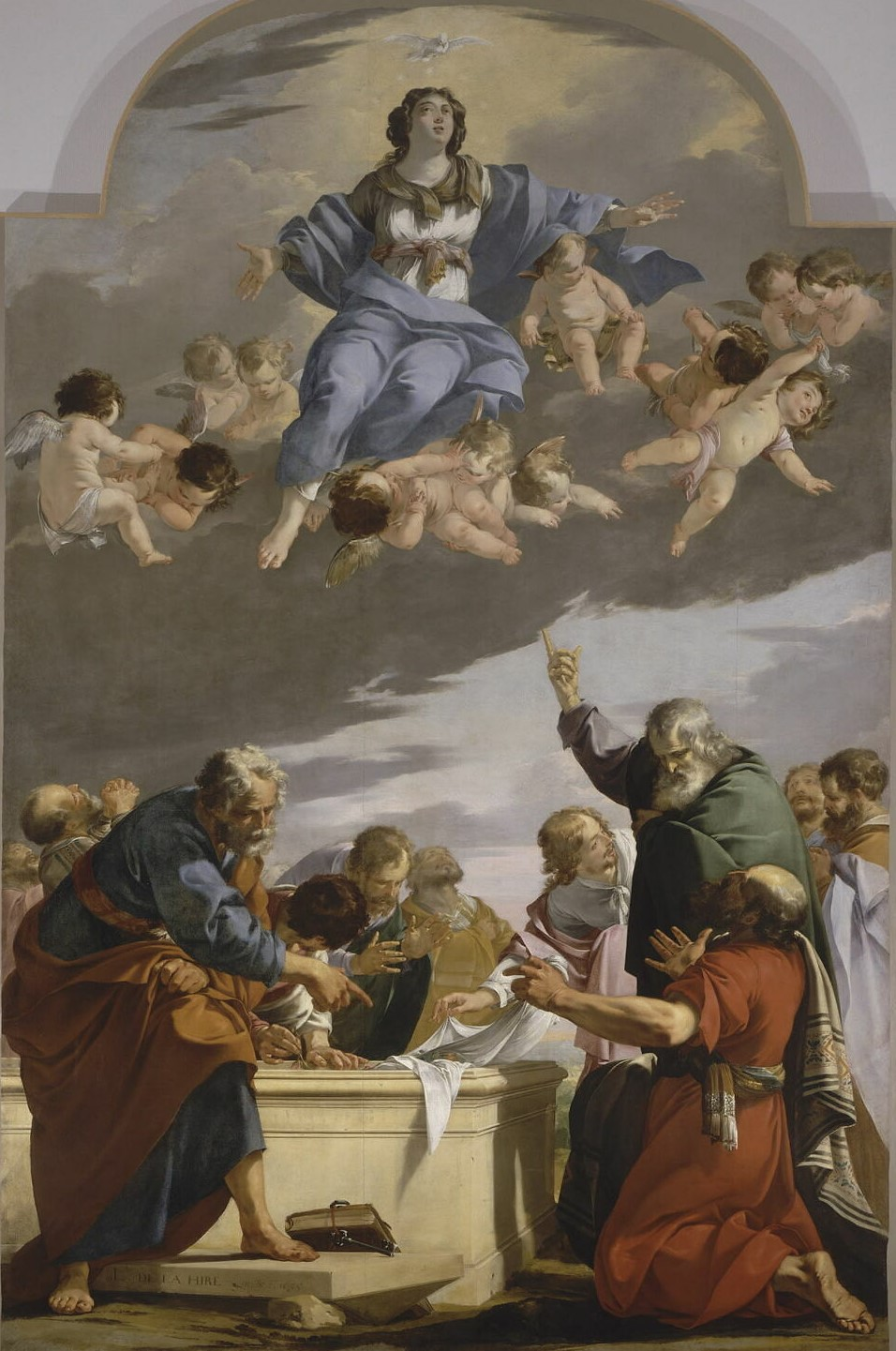
L'Assomption de Laurent de La Hyre a été peinte pour le maître-autel de l’église du couvent des Capucins, dont la façade avait été refaite et le chœur agrandi en 1634.
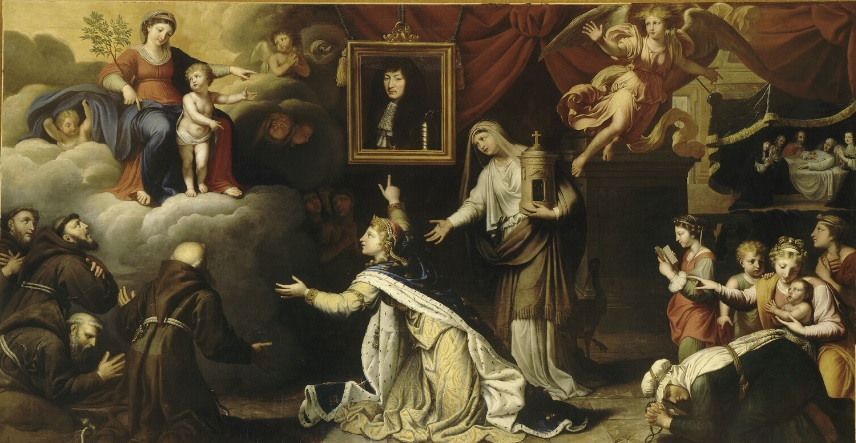
Ex-voto de la guérison de Louis XIV (1638) de Michel Corneille l'Ancien (anciennement attribué à Nicolas Mignard).